# オイルソース
オイルソースは、パスタ料理のソースの種類の1つ。一般的にオリーブ・オイルにニンニクや唐辛子の風味を移しただけのごくシンプルなソースをいう。オリーブ・オイルをベースとしたソース一般をいう場合もある。

## 材料
- オリーブ・オイル
- ニンニク
- 唐辛子

唐辛子は料理によって入れない場合もある。逆にペペロンチーノでは唐辛子は必須である。

## 下処理
唐辛子はサヤをそのまま入れる場合もあるし、2つにちぎって種を取り除いたものを入れたり、輪切りやみじん切りにしたものを使う場合もある。種やその周りは辛く刺激が強いので、これを取り除くかどうかでも風味の調節が可能である。
ニンニクもまた輪切り、みじん切り、あるいはその混合、または皮をむいてそのまま使用することもある。これも切り方によって食感や香りなどが変化するので好みや料理に応じて使い分けることができる。ニンニクに芽がある場合調理する前に取り除いた方が風味が良く、また、あらかじめ包丁の腹などで軽く潰しておくと風味が出やすい。切り口を空気に数十分程度さらしておくと風味が強くなるといわれている。

## 一般的な作り方
まずフライパンや片手鍋などにオリーブ・オイルとニンニクを入れて焦がさないように弱火にかける。途中で唐辛子を加えてさらに熱し、ニンニクと唐辛子の風味をじっくりと油に移していく。ニンニクがうっすらと色づいたら出来上がりである。
唐辛子は火を通す時間や切った大きさ（切らない場合もある）によって辛さや香りが変わってくるので、好みによって入れるタイミングを加減する。唐辛子を先にいれると辛さと香りが強く出たソースを作ることができる。また唐辛子を細かく切れば切るほど辛味の効いたソースになる。
ニンニクや唐辛子は、火が通った時点で取り除いてしまってもよいし、そのままソースとして使っても良い。いったんソースから取り出して油分を吸い取っておき、後で盛り付ける時に再利用する方法もある。
ペペロンチーノに使用する場合は、ここで火を止めてパスタの茹で汁を一人前につき大さじで1～3杯程度加え、軽くかき混ぜて油となじませる。この茹で汁は、ソースをなめらかなものとし、ニンニクや唐辛子に火が通り過ぎるのを防ぐとともに、ソースに適度な塩分を加える役割もある。

## 関連
- イタリア料理
- パスタ
- アーリオ・オーリオ・エ・ペペロンチーノ（俗に言うペペロンチーノ）